# 德内夫尔
德内夫尔（法語：Denèvre，發音：[dənɛvʁ]）是法国上索恩省的一个市镇，属于沃苏勒区。

## 地理
德内夫尔（47°34'6"N, 5°38'44"E）面积5.85 平方千米，位于法国勃艮第-弗朗什-孔泰大區上索恩省，该省份为法国东部内陆省份，北起顺时针与孚日省、贝尔福地区省、杜省、汝拉省、科多尔省和上马恩省接壤。
与德内夫尔接壤的市镇（或旧市镇、城区）包括：德兰、萨隆河畔当皮埃尔、蒙托。
德内夫尔的时区为UTC+01:00、UTC+02:00（夏令时）。

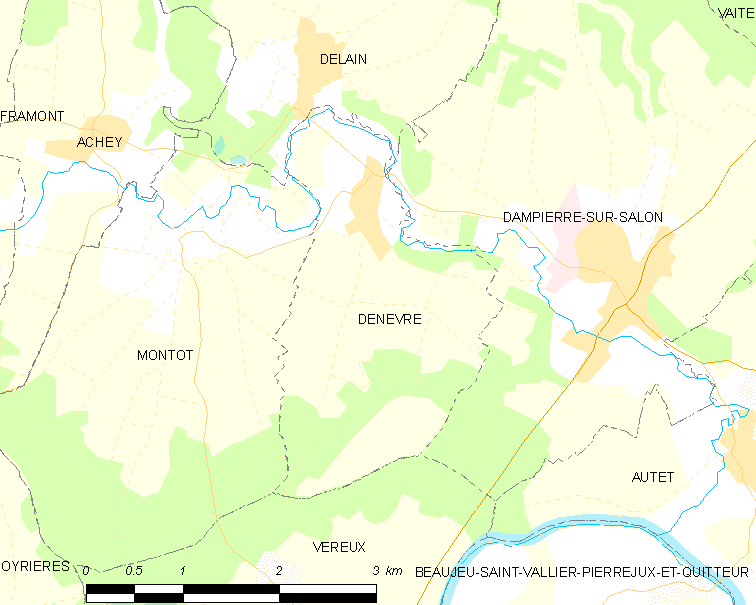
德内夫尔的OSM定位图

## 行政
德内夫尔的邮政编码为70180，INSEE市镇编码为70204。

## 政治
德内夫尔所属的省级选区为萨隆河畔当皮埃尔县。

## 人口

1962-2008年间德内夫尔人口变化图示

德内夫尔于2022年1月1日时的人口数量为147人。